# Jason LaFreniere
Jason LaFreniere (ur. 6 grudnia 1966 w St. Catharines) – kanadyjski hokeista.

## Kariera klubowa
- Brantford Alexanders (1983–1984)
- Hamilton Steelhawks (1984–1985)
- Belleville Bulls (1985–1986)
- Nordiques de Québec (1986–1988)
  -  Fredericton Express (1986–1987)
- Denver Rangers (1988)
- New York Rangers (1988–1989)
- Phoenix RoadRunners (1989)
- Flint Spirits (1989–1990)
- Team Canada (1990–1991)
- San Diego Gulls (1991)
- Landshut Cannibals (1991–1992)
- Tampa Bay Lightning (1992)
- Atlanta Knights (1992–1993)
- Tampa Bay Lightning (1993)
- Milwaukee Admirals (1993–1994)
- Lions Courmaosta (1994–1995)
- EC Villach (1995–1996)
- Michigan K-Wings (1996)
- Sheffield Steelers (1996–1997)
- Olimpija Lublana (1997)
- Hannover Scorpions (1997–1999)
- FC Barcelona (1999)
- Topeka ScareCrows (2000)
- Bakersfield Condors (2000)
- HC Merano (2000–2001)
- Edinburgh Capitals (2001–2002)
- Guildford Flames (2002–2003)
- Tilburg Trappers (2003–2004)
- Podhale Nowy Targ (2004)[1]

## Sukcesy
- William Hanley Trophy: 1986